# Idiocera apicispina
Idiocera apicispina är en tvåvingeart som först beskrevs av Alexander 1926.  Idiocera apicispina ingår i släktet Idiocera och familjen småharkrankar. Inga underarter finns listade i Catalogue of Life.